# 希莱纳
希莱纳，是西班牙安达卢西亚自治区塞维利亚省的一个市镇。总面积51平方公里，总人口3848人（2001年），人口密度75人/平方公里。